# Isle of Man TT 1936
De Isle of Man TT 1936 was de vijfentwintigste uitvoering van de Isle of Man TT. Ze werd verreden op de Snaefell Mountain Course, een stratencircuit op het eiland Man.

## Algemeen
| 1936 | - Ronderecord (86,98 mijl per uur) in de Senior TT (Stanley Woods, Velocette). |

Door het uitbreken van de Tweede Italiaans-Ethiopische Oorlog moest Stanley Woods Moto Guzzi wel de rug toekeren. Guzzi was sterk gelieerd aan het regime van Benito Mussolini en maakte deel uit van diens propaganda-machine. Een ster als Woods kon echter kiezen voor welk team hij wilde rijden. Velocette bouwde op zijn aanwijzingen de KTT Mk VI in 350- en 500 cc uitvoering en DKW stelde hem een 250cc-tweecilindertweetakt met "Ladepumpe" ter beschikking. In de Junior TT en de Lightweight TT viel hij uit, maar in de Senior TT werd hij tweede achter Jimmie Guthrie (Norton). Norton had de winnaar van de Junior Race van de Manx Grand Prix van 1935, Freddie Frith, aangetrokken.

## Senior TT
Vrijdag 19 juni, zeven ronden (425 km), motorfietsen tot 500 cc.
Jimmie Guthrie nam in de Senior TT wraak voor zijn diskwalificatie in de Junior TT. Na een geweldige strijd met Stanley Woods wist hij die te winnen met slechts 18 seconden voorsprong op Woods, die zelfs een nieuw ronderecord had gereden. Debutant Freddie Frith deed het ook hier goed door derde te worden. Harold Daniell en George Rowley traden aan met de nieuwe AJS V4 met compressor, die ruim het dubbele vermogen van een Norton CS1 op de been bracht. Ze vielen allebei met motorpech uit.
| Pos | Coureur        | Merk        | Tijd      | Snelheid  |
| --- | -------------- | ----------- | --------- | --------- |
| 1   | Jimmie Guthrie | Norton      | 3:04"43'0 | 85.80 mph |
| 2   | Stanley Woods  | Velocette   | 3:05"01'0 | 85,66 mph |
| 3   | Freddie Frith  | Norton      | 3:07"23'0 | 84,49 mph |
| 4   | John White     | Norton      | 3:09"29'0 | 83,64 mph |
| 5   | Noel Pope      | Norton      | 3:24"16'0 | 77,59 mph |
| 6   | C. Goldberg    | Velocette   | 3:27"56'0 | 76,22 mph |
| 7   | W. Tiffen Jr.  | Velocette   | 3:31"39'0 | 74,88 mph |
| 8   | Jock West      | Vincent-HRD | 3:33"33'0 | 74,21 mph |
| 9   | J. Galway      | Norton      | 3:36"52'0 | 73,07 mph |
| 10  | Bill Beevers   | Norton      | 3:40"43'0 | 71,80 mph |

| Coureur            | Merk        | Oorzaak |
| ------------------ | ----------- | ------- |
| Manliff Barrington | Vincent-HRD |         |
| Harold Daniell     | AJS         | Motor   |
| Heiner Fleischmann | NSU         |         |
| George Rowley      | AJS         | Motor   |
| Oskar Steinbach    | DKW         |         |
| Ragnar Sunnqvist   | Husvarna    |         |
| Ernie Thomas       | Velocette   |         |

## Junior TT
Dinsdag 16 juni, zeven ronden (425 km), motorfietsen tot 350 cc.
Controversieel was de vijfde plaats van Jimmie Guthrie in de Junior TT. Hij was bij Hillberry Corner gestopt om zijn ketting te vervangen, maar in de volgende ronde werd hij bij Ramsey uit de wedstrijd gehaald omdat hij hulp van buitenaf zou hebben gehad. Guthrie reed kwaad door, maar had wel veel tijd verloren. Hij finishte als vijfde. Na de wedstrijd gaf de Auto-Cycle Union toe dat ze fout had gehandeld. Guthrie mocht het prijzengeld voor de tweede plaats incasseren, maar werd geklasseerd als vijfde. Het Norton-team had daar vrede mee, omdat men op die manier de teamprijs kreeg. Freddie Frith stelde zijn nieuwe werkgever Norton niet teleur en won de race voor "Crasher" White en Ted Mellors.
| Pos | Coureur                 | Merk      | Tijd      | Snelheid  |
| --- | ----------------------- | --------- | --------- | --------- |
| 1   | Freddie Frith           | Norton    | 3:17"46'0 | 80,14 mph |
| 2   | John White              | Norton    | 3:23"16'0 | 77,92 mph |
| 3   | Ted Mellors             | Velocette | 3:23"25'0 | 77,91 mph |
| 4   | Ernie Thomas            | Velocette | 3:26"22'0 | 76,80 mph |
| 5   | Jimmie Guthrie          | Norton    | 3:28"13'0 | 76,11 mph |
| 6   | Oskar Steinbach         | NSU       | 3:29"33'0 | 75,63 mph |
| 7   | Heiner Fleischmann      | NSU       | 3:29"50'0 | 75,53 mph |
| 8   | D. Hall                 | Norton    | 3:30"17'0 | 75,37 mph |
| 9   | Harold Daniell          | AJS       | 3:32"25'0 | 74,61 mph |
| 10  | George Rowley           | AJS       | 3:34"36'0 | 73,85 mph |
| 11  | H. Newman               | Velocette | 3:34"38'0 | 73,84 mph |
| 12  | Noel Pope               | Velocette | 3:35"26'0 | 73,56 mph |
| 13  | Norman Gledhill         | Velocette | 3:36"59'0 | 73,04 mph |
| 14  | N. Croft                | Excelsior | 3:37"45'0 | 72,78 mph |
| 15  | C. Goldberg             | Velocette | 3:38"16'0 | 72,61 mph |
| 16  | G. Paterson             | Velocette | 3:40"18'0 | 71,94 mph |
| 17  | Ragnar Sunnqvist        | Husvarna  | 3:40"35'0 | 71,85 mph |
| 18  | Harry Charles Lamacraft | Excelsior | 3:35"46'0 | 67,79 mph |

| Coureur            | Merk      | Oorzaak |
| ------------------ | --------- | ------- |
| Henry Tyrell-Smith | Excelsior | Motor   |
| Stanley Woods      | Velocette |         |

## Lightweight TT
Donderdag 18 juni, zeven ronden (425 km), motorfietsen tot 250 cc.
In de Lightweight TT vocht Stanley Woods op een gillende DKW-tweetakt drie ronden lang een gevecht uit met Bob Foster op een New Imperial. Toen haalde Foster hem in en uiteindelijk gaf de DKW van Woods de geest. Toch deed DKW het niet slecht: Arthur Geiss werd derde. De race was een dag uitgesteld vanwege slecht weer.
| Pos | Coureur                 | Merk         | Tijd      | Snelheid  |
| --- | ----------------------- | ------------ | --------- | --------- |
| 1   | Bob Foster              | New Imperial | 3:33"22'0 | 74,28 mph |
| 2   | Henry Tyrell-Smith      | Excelsior    | 3:38"34'0 | 72,51 mph |
| 3   | Arthur Geiss            | DKW          | 3:38"37'0 | 72,49 mph |
| 4   | D. Fairweather          | Cotton       | 3:45"53'0 | 70,16 mph |
| 5   | Charlie Manders         | Excelsior    | 3:47"48'0 | 69,57 mph |
| 6   | E. Corfield             | Excelsior    | 3:49"47'0 | 68,97 mph |
| 7   | Harold Hartley          | Rudge        | 3:54"29'0 | 67,59 mph |
| 8   | Svend-Aage Sørensen     | Excelsior    | 3:56"04'0 | 67,13 mph |
| 9   | Harry Charles Lamacraft | Excelsior    | 3:57"21'0 | 66,77 mph |
| 10  | J. Galway               | Excelsior    | 3:58"04'0 | 66,57 mph |
| 11  | A. Kellas               | New Imperial | 4:00"48'0 | 65,81 mph |
| 12  | M. Simo                 | Terrot       | 4:05"32'0 | 64,55 mph |
| 13  | G. Lowther              | OK Supreme   | 4:07"52'0 | 64,94 mph |

| Coureur          | Merk         | Oorzaak |
| ---------------- | ------------ | ------- |
| Les Archer       | New Imperial |         |
| Paddy Johnston   | Cotton       |         |
| Ted Mellors      | Cotton       |         |
| Oskar Steinbach  | DKW          | Motor   |
| Chris Tattersall | CTS          |         |
| Stanley Woods    | DKW          | Motor   |

1907 · 1908 · 1909 · 1910 · 1911 · 1912 · 1913 · 1914 · Eerste Wereldoorlog · 1920 · 1921 · 1922 · 1923 · 1924 · 1925 · 1926 · 1927 · 1928 · 1929 · 1930 · 1931 · 1932 · 1933 · 1934 · 1935 · 1936 · 1937 · 1938 · 1939 · Tweede Wereldoorlog · 1947 · 1948 · 1949 · 1950 ·1951 · 1952 · 1953 · 1954 · 1955 · 1956 · 1957 · 1958 · 1959 · 1960 · 1961 · 1962 · 1963 · 1964 · 1965 · 1966 · 1967 · 1968 · 1969 · 1970 · 1971 · 1972 · 1973 · 1974 · 1975 · 1976 · 1977 · 1978 · 1979 · 1980 · 1981 · 1982 · 1983 · 1984 · 1985 · 1986 · 1987 · 1988 · 1989 · 1990 · 1991 · 1992 · 1993 · 1994 · 1995 · 1996 · 1997 · 1998 · 1999 · 2000 · 2002 · 2003 · 2004 · 2005 · 2006 · 2007 · 2008 · 2009 · 2010 · 2011 · 2012 · 2013 · 2014